# Mujer trofeo

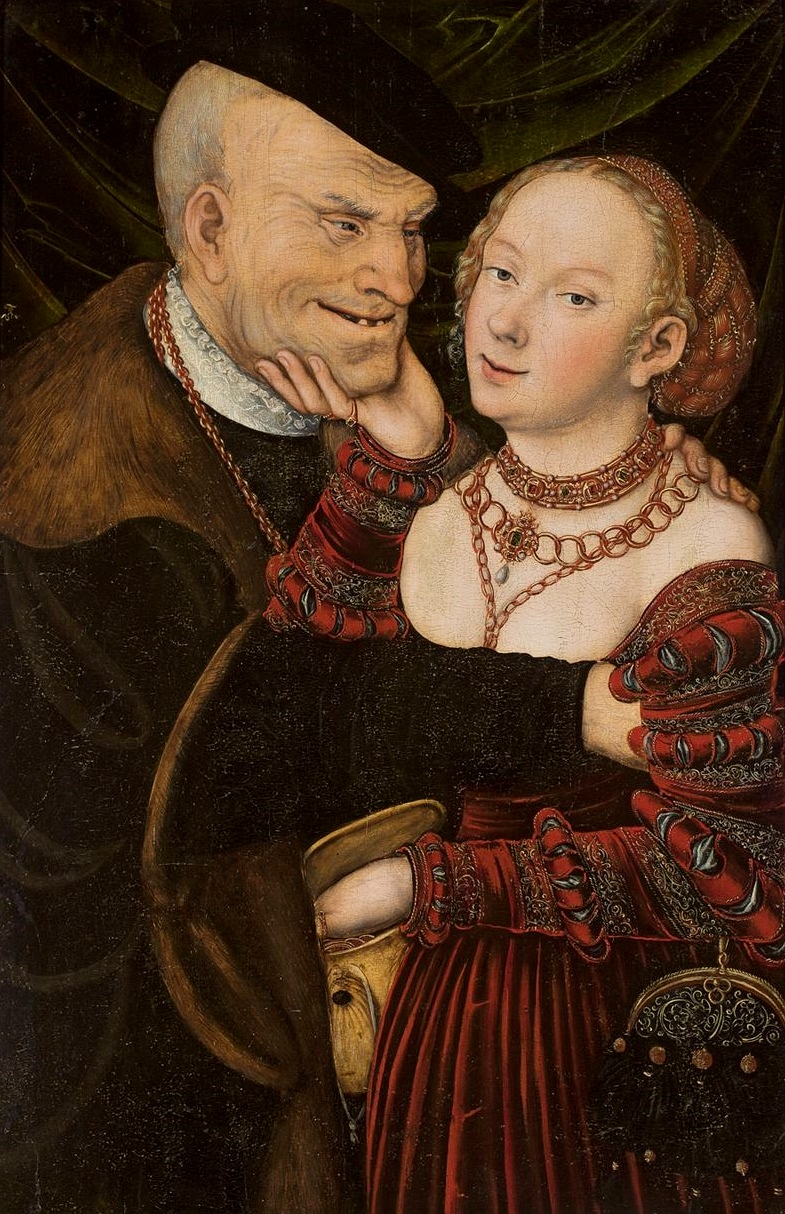
La pareja dispareja, de Lucas Cranach el Viejo (c. 1550), Museo Nacional de Varsovia

El término mujer trofeo o esposa trofeo se refiere a esposas que son consideradas símbolo de estatus para sus parejas. El término, de origen angloparlante, se utiliza con frecuencia de manera despectiva o peyorativa, implicando que la mujer en cuestión tiene escasos méritos personales aparte de su atractivo físico, que requiere gastos sustanciales para mantener su apariencia, que es a menudo poco inteligente o sofisticada, que hace muy pocas cosas importantes más allá de mantenerse atractiva, y es en cierto modo sinónimo del término cazafortunas. Las esposas o mujeres trofeo suelen ser relativamente jóvenes y atractivas, y pueden ser la segunda o tercera esposa de hombres mayores y más adinerados. Un marido trofeo es el equivalente masculino.

## Historia
En su The Theory of the Leisure Class (1899; Teoría de la clase ociosa), el sociólogo y economista estadounidense Thorstein Veblen sugirió que «la razón original para la incautación y apropiación de las mujeres parece haber sido su utilidad como trofeos». Los orígenes etimológicos más recientes del término son motivo de debate. Una posibilidad es que «esposa trofeo» (en inglés 'trophy wife') apareció originalmente en un número de 1950 del periódico The Economist, en referencia a la práctica histórica de guerreros capturando a las mujeres más bellas durante las batallas para llevarlas a sus casas como esposas (p. ej., en el famoso Rapto de las sabinas). Según el periodista William Safire, el término «esposa trofeo» fue acuñado por Julie Connelly, editora senior de la revista Fortune, en un artículo de portada del 28 de agosto de 1989, y que inmediatamente entró en uso común. El escritor y periodista Tom Wolfe, a quien a menudo se le atribuye haber acuñado el término, negó haberlo hecho en una charla que dio en la Universidad de Brown en 1996, en la que también le dio crédito a la revista Fortune en un artículo publicado «no hace mucho tiempo». De acuerdo con numerosas fuentes, el término fue acuñado antes (por ejemplo, el Diccionario de Etimología en Línea cita el año 1984), pero el fácil acceso en línea al artículo de William Safire sobre el término ha llevado a muchos (p. ej., el Diccionario de Inglés de Oxford ) a creer que Connelly lo usó por primera vez el 28 de agosto de 1989. Con todo, el modismo se encuentra de pasada en una cita de una publicación de 1965, aparentemente refiriéndose a la esposa de Bernie Madoff. El matrimonio en 1994 de la ex conejita de Playboy Anna Nicole Smith con el multimillonario petrolero J. Howard Marshall fue ampliamente seguido por los medios de comunicación estadounidenses como un ejemplo extremo de este concepto. En el momento de su matrimonio, él tenía 89 años y ella 26. 
Elizabeth McClintock, socióloga estadounidense de la Universidad de Notre Dame, ha afirmado que el fenómeno es menos común en la sociedad moderna de lo que han sugerido otras investigaciones.